# Hiro Nakamura
Hiro Nakamura is een personage uit de Amerikaanse televisieserie Heroes, gespeeld door Masi Oka. Nakamura komt in alle afleveringen voor, alleen wordt hij in één aflevering niet door Masi Oka, maar door Garrett Masuda gespeeld.

## Personage overzicht
Hiro Nakamura is een programmeur in het bedrijf Yamagato Industries in Tokio (Japan). Op een dag ontdekt Nakamura dat hij de ruimte en tijd kan manipuleren, maar hij krijgt weinig bijval van zijn collega (en beste vriend) Ando Masahashi. Nakamura leest graag fictieve verhalen en maakt vaak verwijzingen naar Star Trek of X-Men. In het begin van de reeks kan Nakamura weinig Engels en vertrouwt erop dat Ando alles juist vertaalt, maar gedurende het verloop van de serie verbetert ook Nakamura zijn Engels.

## Eerste Seizoen
Nakamura ontdekt in "Genesis" dat hij een gave heeft waardoor hij de tijd kan doen stoppen. Terwijl hij een vakantie-advertentie ziet voor New York, teleporteert hij zichzelf naar Times Square - 5 weken in de toekomst.
Zijn missie is "Save the Cheerleader, Save the World", maar hij slaagt hier niet in omdat hij zichzelf per ongeluk te ver terugteleporteert wanneer hij Charlie Andrews probeert te redden. Hij wilde één dag terugkeren, zodat hij haar kon overtuigen niet te gaan werken en zij niet in handen zou vallen van Sylar, maar hij teleporteerde zichzelf 6 maanden terug. Alles was voor niets, Charlie kon niet gered worden, want ze had een bloedprop in haar hersenen.
In de laatste aflevering van seizoen 1 verwondde Nakamura de misdadiger Sylar. Vervolgens teleporteerde hij per ongeluk weer terug in de tijd, en belandde in het Japan van 1671.

### Verleden
13 jaar voor de start van het verhaal heeft Nakamura's vader (Kaito Nakamura) Claire in bescherming gegeven aan Mr. Bennet.

### Alternatieve toekomst
In "Five Years Gone" zien we hoe Nakamura een verbitterd man is geworden. Hij ziet er stoerder uit, maar is erg verdrietig om het verlies van Ando. Hij zal er alles aan doen om de bom te stoppen, zelfs al moet hij er zijn eigen leven voor geven.
Hij probeert ook mensen te redden van de Helden-jagers (zoals Matt Parkman en 'de Haïtiaan).

## Tweede Seizoen
Ging van start op 24 september 2007 in Amerika.

## Derde Seizoen
In het derde seizoen is Nakamura de nieuwe CEO van het bedrijf waar hij werkt. Hij verving zijn vader. Wanneer Nakamura en Ando staan te praten in Hiro's kantoor, komt de advocaat van de familie Nakamura binnen. Hij overhandigt hen een DVD van Nakamura's vader. Hij vertelt dat hij een geheim moet bewaren en nooit de kluis open moet maken. Nakamura maakt de kluis toch open. Daar zit een papiertje en nog een DVD bij. Kaito vertelt dat het papiertje een helft is van een formule. Die moet Nakamura met zijn leven beschermen. Onmiddellijk komt er iets en pakt het blaadje. Nakamura stopt de tijd en ziet een spoor. Hij volgt het en komt bij Daphne uit. Zij blijkt een speedster te zijn en wordt gelimiteerd tot normaal bewegen wanneer Nakamura de tijd stopt. Zij slaat hem in het gezicht en gaat verder. Ando komt bij hem en zegt dat Nakamura de kluis niet open had moeten maken.
Wanneer de formule is gestolen, zegt Ando dat ze het terug moeten halen. Hij zegt dat hij naar het verleden kan gaan en het terugpakken. Nakamura zegt dat het verleden veranderen dramatische gevolgen kan hebben. Hij gaat dan naar de toekomst om te kijken wat de gevolgen zijn. Het blijkt dat de formulue ervoor heeft gezorgd dat iedereen een 'gave' kan krijgen. Wanneer ook Ando een gave heeft, zegt de Nakamura uit de toekomst dat Ando hem heeft bedrogen. Ando wordt boos en vermoordt Hiro. Als gevolg hiervan verliest Nakamura het vertrouwen in Ando.